# Dicamptus sinuatus
Dicamptus sinuatus är en stekelart som först beskrevs av Morley 1913.  Dicamptus sinuatus ingår i släktet Dicamptus och familjen brokparasitsteklar. Inga underarter finns listade i Catalogue of Life.